# 羅鼎

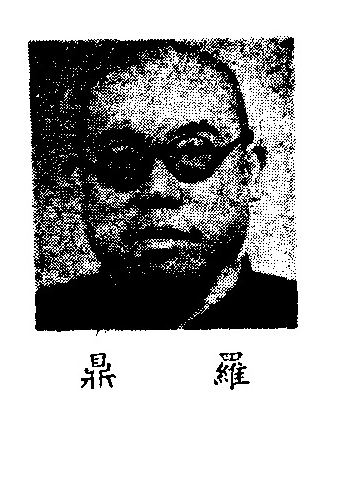

罗鼎（1887年—1979年）湖南省攸县鸭塘铺人，中华民国法学家。

## 生平
罗鼎生于清朝光绪十三年（1887年）。1902年考取秀才。1903年，罗鼎入长沙明德学堂，在校期间受民主革命思想影响。1904年转学至长沙中路师范。1905年考取官费留学日本，先后在日本仙台第二高等学校、东京帝国大学学习。
1911年（宣统三年）夏，罗鼎在日本加入中国同盟会。不久，回国响应武昌起义，历任攸县禁烟局长、湘阴县厘金局长。后来再赴日本留学。1918年归国后，历任北京大学、北京法政专门学校教授，北京政府国务院战后经济调查委员会委员，京师高等审判所民事庭推事，修订法律馆纂修等职。
1928年（民国17年）初，罗鼎任南京国民政府法制局编审，参与起草《民法》、《亲属继承法》，此后历任南京中央大学、中央政治学校、重庆朝阳农学院教授。1929年，加入中国国民党。1928年至1946年，任国民政府立法院立法委员，著有《亲属法纲要》、《继承法要论》、《民法继承实用》。1947年，任安徽大学教授。1948年竞选立法委员失败，回湖南任湖南大学法律教授。1949年（民国38年）获聘为武汉大学法律教授。
1979年，罗鼎在杭州病逝。 

## 著作
- 《亲属法纲要》
- 《继承法要论》
- 《民法继承实用》[2]